# Joachim Nicolas Eggert
Joachim (Georg) Nicolas Eggert, född 22 februari 1779 i Gingst på Rügen i Svenska Pommern, död 14 april 1813 på Tomestorp, Kisa socken i nuvarande Kinda kommun, Östergötlands län var en svensk kompositör och dirigent.

## Biografi
Eggert utbildades i Tyskland och kom till Stockholm 1803. Där spelade han violin i Hovkapellet 1804–08, och 1808–1810 var han dess kapellmästare, med flera uppföranden av tyska klassikers symfonier. För kapellets verksamhet var Eggerts ledartid av stor betydelse. Han reformerade dess konsertprogram, arbetade för en allmännare kännedom om Beethovens symfonier och uppförde den första Mozartoperan i Sverige, Trollflöjten 1812. De sista åren av sitt liv upptecknade Eggert svenska folkvisor tillsammans med Erik Drake och Leonard Fredrik Rääf i Östergötland, där han även dog i tuberkulos. Han är begravd på kyrkogården vid Kisa kyrka. 
Han skrev två operor, fyra (fullbordade) symfonier och minst tretton stråkkvartetter, en stråksextett, en sextett för blåsare och stråk, vid sidan av scenmusik, kantater och sånger. Han är den förste att använda tromboner i en symfoni, ett och ett halvt år tidigare än Beethoven (femte symfonin). Detta tack vare att trombonister fanns anställda vid hovkapellet sedan länge.

## Verk

### Operor
- Mohrerna i Spanien.[9]
- Svante Sture och Märta Leijonhufvud.[9]

### Orkester
- Symfoni nr. 1 i C-dur
- Symfoni nr. 2 i “Skjöldebrand” i g-moll, tillägnad Anders Fredrik Skjöldebrand
- Symfoni nr. 3 i Ess-dur
- Symfoni nr. 4 i “Krig och Fred” i c-moll
- Symfoni nr. 5 i d-moll (ofullbordad)
- Carl den XIII kröningsmusik den 29 juni 1809.[9]
- Serenad med variationer för tre fagotter och orkester. Wolfgang Amadeus Mozart komponerade serenaden och Eggert gjorde variationerna.[9]
- Partiturskisser.[9]

### Kammarmusik
- Tre stråkkvartetter, opus 1. Tillägnad Emanuel M. Stenberg och Charlotte Stenberg (Westman).[9]

1. Stråkkvartett i C-dur
2. Stråkkvartett i f-moll
3. Stråkkvartett i F-dur

- Tre stråkkvartetter, opus 2. Tillägnad Erik Drake och Leonhard Fredrik Rääf.[9]

1. Stråkkvartett i B-dur
2. Stråkkvartett i g-moll
3. Stråkkvartett i d-moll

- Tre stråkkvartetter, opus 3.[9]

1. Stråkkvartett i c-moll
2. Stråkkvartett i G-dur
3. Stråkkvartett i A-dur

- Pianokvartett i g-moll, opus 3.[9]

- Fuga i c-moll för stråkkvartett.[9]

- God save the King med variationer för tre fagotter.[9]

- Largo för harpa, kornett i Eb och fagott.[9]

- Septett.[9]

- Stråkduett.[9]'

- Stråksextett i f-moll, för två violiner, två viola, cello och kontrabas. Tillägnad J. Gnospelius.[9]

- Sextett i f-moll för klarinett, valthorn, violin, viola, cello och kontrabas.[9]

### Kantater och kyrkomusik
- Kantat som uppfördes vid firandet av freden mellan Sverige och Ryssland.[9]
- Kantat som uppfördes vid Hans kunglig höghet Prins Carls ankomst till Sverige år.[9]
- Begravningsmusik till Fredrik Adolf, hertig av Östergötland, den 10 september 1804.[9]

### Övrigt
- Stråkkvartetter i G-dur, d-moll (inspirerad av Haydn op 76:3, kvintkvartetten), A-dur och D-dur
- Scherzo & trio G-dur
- Fuga D-dur
- Fuga